# Dipendenza da caffeina
La dipendenza da caffeina è una forma patologica e compulsiva di utilizzo dell'omonimo alcaloide.

## Meccanismo di azione
La caffeina è un alcaloide stimolante del sistema nervoso centrale che si trova in natura come parte del caffè, tè, yerba mate e altre piante. È anche un additivo in molti prodotti di consumo, più in particolare bevande pubblicizzate come bevande energetiche. La caffeina è aggiunta anche in bibite come Coca-Cola e Pepsi.
Il meccanismo di azione della caffeina è alquanto differente da quella della cocaina e delle anfetamine.  La caffeina blocca i recettori per l'adenosina A1 (in misura minore) e A2A. L'adenosina è un prodotto dell'attività cellulare, e la stimolazione dei recettori adenosinici produce sensazioni di stanchezza e il bisogno di dormire. La capacità della caffeina di bloccare questi recettori indica che i livelli degli stimolanti naturali, dopamina e noradrenalina, dovrebbero rimanere a livelli più alti.

## Dipendenza e tolleranza
Una lieve dipendenza fisica può derivare da un prolungato consumo di caffeina. Viceversa essa non è stata ancora documentata negli esseri umani in forma realmente patologica e compulsiva.
Alcune ricerche hanno dimostrato che le persone che assumono giornalmente almeno 100 mg di caffeina (all'incirca il contenuto di una tazza di caffè) possono sviluppare una dipendenza fisica che può dare vari sintomi in caso di interruzione del consumo quali mal di testa, dolori o rigidità muscolare, sonnolenza, nausea, vomito, calo del tono dell'umore e irritabilità.  Il neurologo Roland Griffiths della Johns Hopkins University di Baltimora sostiene che i sintomi da astinenza da caffeina debbano essere classificati come disturbi psicologici. Le sue ricerche suggeriscono tali sintomi comincino in genere tra le 12 e le 24 ore dopo l'interruzione del consumo e che possano durare fino a nove giorni. La tolleranza alla caffeina si sviluppa molto rapidamente. Quella relativa agli effetti di disturbo del sonno può insorgere dopo un consumo di 400 mg di caffeina 3 volte al giorno per 7 giorni, ma una completa tolleranza alla sostanza, consumando 300 mg per 3 volte al giorno, si sviluppa dopo 18 giorni.

### Caffè e tabacco
La maggioranza di fumatori e di ex-fumatori sono forti consumatori di caffè, sono allo studio gli effetti fisiologici tra le varie interrelazioni delle due sostanze